# Electronic Data Interchange
Electronic Data Interchange (EDI) är överföring av strukturerad information enligt ett överenskommet format. Benämningen EDI refererar ofta, men inte alltid, till överföring mellan företag av information såsom lagersaldon, kataloginformation, order, orderbekräftelse, leveransaviseringar och fakturor.
EDI relaterar till applikationsintegration då det förstnämnda sker mellan två externa parter medan det senare avser att förena datasystem och processer internt inom en organisation. Tillsammans brukar de benämnas integration (systemintegration).

## Format
En del av EDI är utarbetandet av format att strukturera information i. En vida spridd standard är EDIFACT som administreras av UN/CEFACT, en del av FN. Numera får XML-formatet en allt större tillämpning med standarder som ebXML som även den sponsras av UN/CEFACT.
Inom fordonsindustrin används huvudsakligen Odette för informationsutbyte, vilket är en variant av EDIFACT, medan organisationen Sveriges kommuner och landsting står bakom en annan variant av EDIFACT benämnd Single Face to Industry (SFTI). I Nordamerika gäller dock i stor utsträckning ANSI X12-standarden. VDA, Vereinigung des Automobilindustries, är en tysk standard för EDI huvudsakligen använd inom fordonsindustrin.
Utöver standardiserade format som de ovan förekommer också proprietära format i form av flatfiler eller vanliga Excel-dokument.

## Processer
Vissa av ovanstående standarder, däribland ebXML och SFTI, innehåller inte bara formatbeskrivningar utan även en uppsättning regler för hur kommunikationen går till. ebXML innehåller specificationer inte bara för hur data representeras utan också för hur parterna kommer överens om struktur och metoder och mycket mer. SFTI är uppbyggt med hjälp av scenarier som beskriver ett antal typbeteenden mellan aktörer för att på så sätt förenkla utbytet av information.